# Arco senil

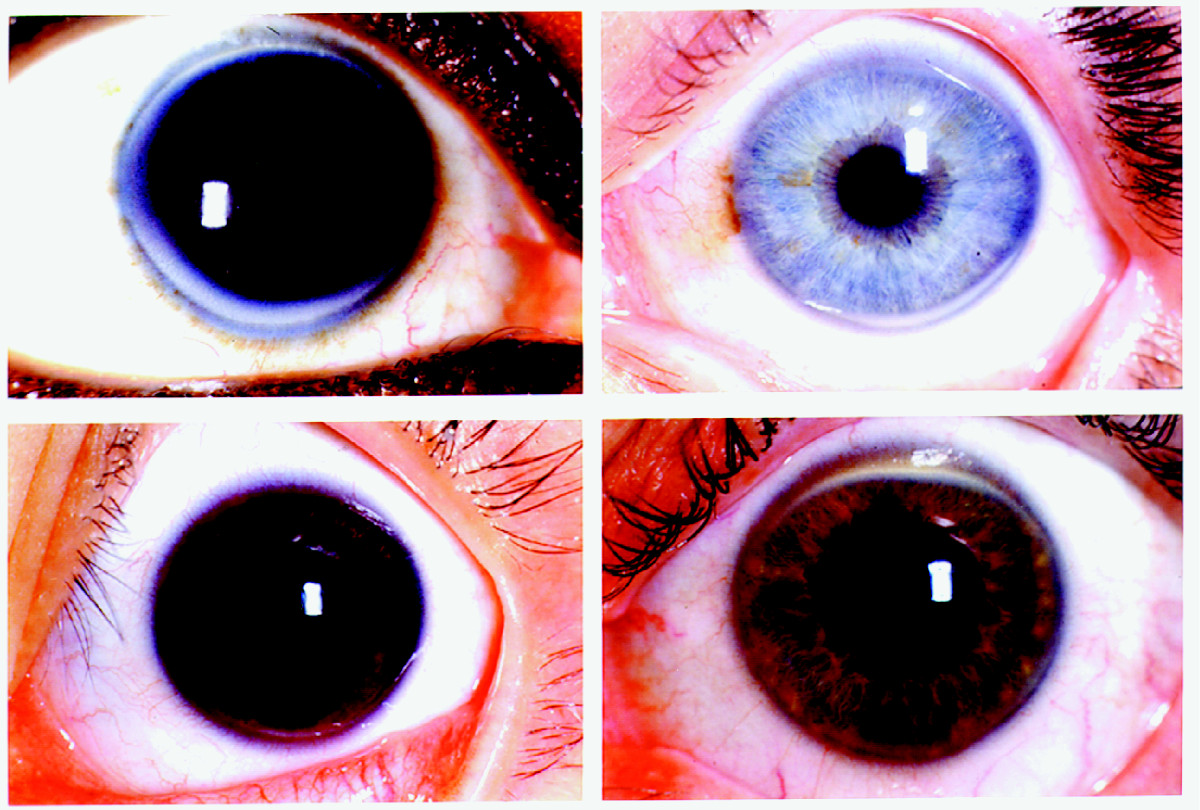

Arco senil, halo corneano ou gerontoxo, é a presença de um anel opaco esbranquiçado na região periférica da córnea (junção esclerocorneal), ao redor da íris.
Apresenta-se em aproximadamente 60% das pessoas acima de 60 anos e em quase todos os indivíduos maiores de 80 anos. Porém, mais raramente, pode aparecer em pessoas de qualquer idade, até em recém-nascidos. É resultado de um depósito de células de gordura na região, e as causas podem ser hereditariedade, hipercolesterolemia ou mesmo não ter nenhuma explicação conhecida.
Vale ressaltar que essa alteração não afeta a visão nem a saúde do indivíduo, diferentemente do arco juvenil, que é uma alteração ocular semelhante, mas associada a colesterol em pessoas com menos de 40 anos.